# 전이학습
전이학습(Transfer learning, TL)은 하나의 문제를 해결하고 이와 다르면서 관련된 문제에 적용하는 동안 얻은 지식을 저장하는데 집중하는 기계 학습의 연구 문제이다. 예를 들어 자동차를 인식하기 위해 학습하는 동안 얻은 지식은 트럭 인식을 시도할 때 적용할 수 있다. 이 연구 분야는 학습전이의 심리 문헌의 오랜 역사와 일정 부분 관련이 있지만 두 분야의 실질적인 연관성은 제한되어 있다. 이전에 학습한 새 태스크의 학습 작업으로부터 얻은 정보를 재사용 또는 전이시키는 것은 강화 학습 에이전트의 샘플 효율성을 상당히 개선시킬 가능성이 있다.

## 같이 보기
- 다중 작업 학습
- 제로샷 학습
- 특징 학습